# Less than Perfect
Less than Perfect je americký sitcom, vysílaný v letech 2002 – 2006 na ABC. Má 4 série a 81 dílů. Tvůrcem seriálu je Terri Minsky.

## Děj
Claudia Casey miluje svou práci asistentky televizního moderátora v GNB Network, Willa Butlera. Po několika letech už je více než zběhlá v odrážení povýšeneckých spolupracovníků, Kippa a Lydie, kteří jsou odhodlaní se jí zbavit a prosadit si své vlastní ambice. Kromě těchto nepřátel má Claudia v kanceláři také své přátele, a to Ramonu, Owena a Carla. Ráz věcí později změní nový moderátor, Jeb, energický, zábavný, vážný, tichý a hamižný budoucí přítel Claudiiny nemesis, Lydie.